# Geografia di Timor Est

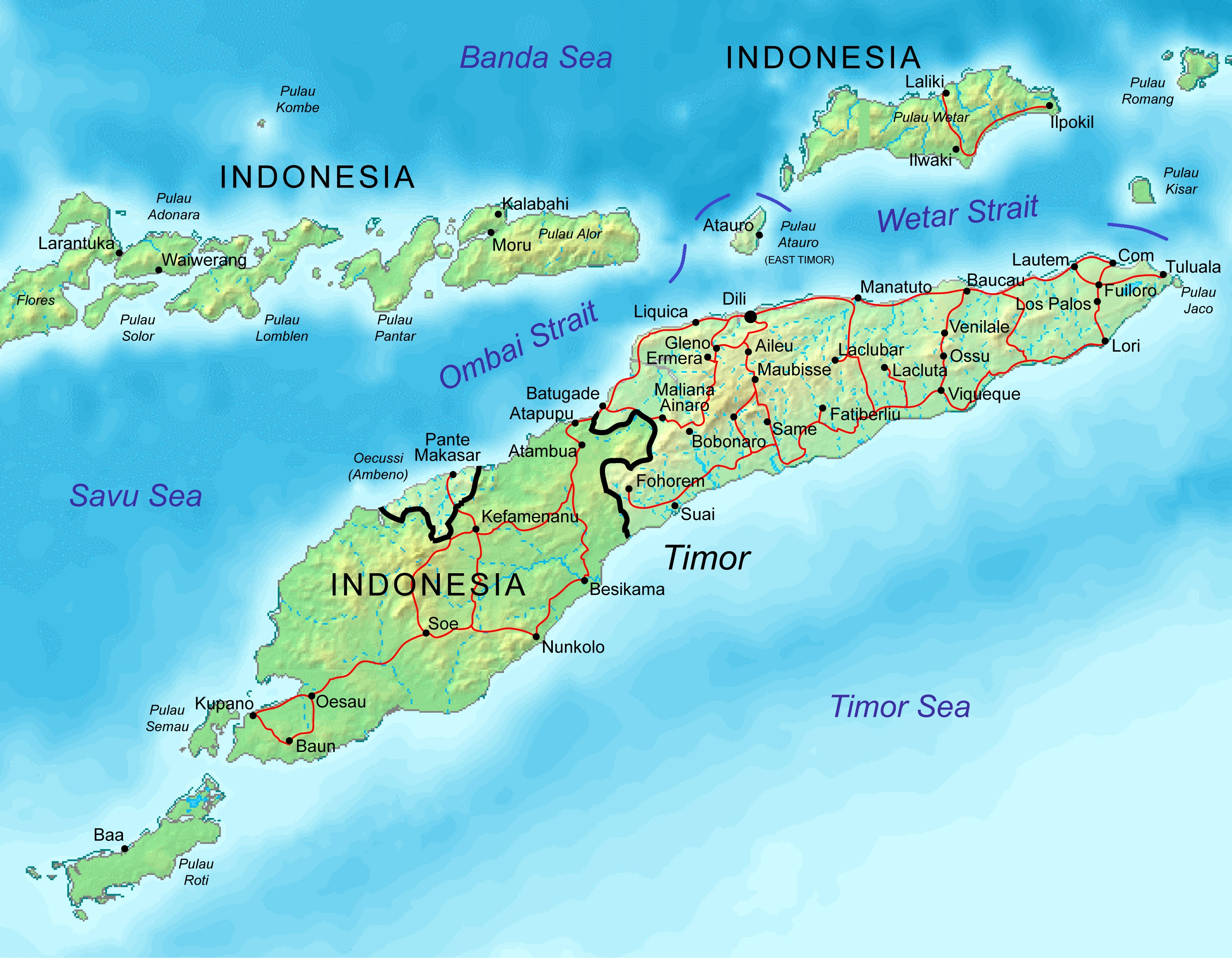
Carta di Timor Est con indicate le città e le strade principali.

Timor Est è uno Stato insulare situato nella parte orientale delle Piccole Isole della Sonda, all'estremità meridionale dell'arcipelago malese. Il suo territorio si estende sulla porzione orientale dell'isola di Timor e comprende l'exclave di Ocussi-Ambeno e alcune isole litoranee (Ataúro, Jaco e altre minori), con un'area totale di 14.954 km². I confini terrestri che dividono Timor Est da quello indonesiano sono stati fissati con apposito trattato del 1859 tra Olanda e Portogallo. 
La linea di confine inizia sulla costa settentrionale a Batugade in prossimità del 125º meridiano est e verso l'interno si appoggia al corso superiore del Talau, tributario di sinistra del fiume Lóis, quindi, aggirando a est il gruppo montuoso del Lekan, raggiunge la costa del mar di Timor seguendo il fiume Masin fino alla foce.

## Morfologia
Le coste di Timor Est sono piuttosto uniformi, senza rientranze particolari; esse hanno inizio all'incirca a metà isola, proprio in coincidenza del meridiano 125° di longitudine est di Greenwich e si spingono dapprima leggermente sinuose verso nord-est finché al capo Parimbala mutano direzione e aspetto: da basse e incise da notevoli corsi d'acqua che discendono dalle montagne dell'interno, divengono abbastanza alte per i rilievi che corrono a poca distanza dal mare parallelamente alla costa; di conseguenza i fiumi sono brevi e poveri di acqua, salvo il Laclo do Norte e il Laleia che hanno un corso un po' più lungo. La costa corre da ovest a est, un po' più lineare nel primo tratto in confronto del secondo dopo il capo Bandura. Anche la costa meridionale dell'isola è generalmente uniforme e rettilinea, più bassa di quella settentrionale e percorsa da numerosi torrenti, per lo più asciutti durante la stagione secca; data l'uniformità, la costa non presenta articolazioni importanti: uniche sporgenze appena accennate sono il capo De Lore, il capo Ima o Pedra Branca e il capo Caissae Luli nella parte più orientale, il capo Beaco in quella centrale e il capo Laletec e il capo Tafara in quella occidentale, cioè prossima al territorio indonesiano.
Il rilievo del territorio è abbastanza vario; esso è dominato dalla catena centrale che si estende dal confine indonesiano fin quasi all'estremità orientale dell'isola. La catena centrale, che raggiunge notevoli culminazioni che vanno attenuandosi a mano a mano che si procede verso est, presenta aspetti diversi tra i versanti settentrionali, che discendono a larghe gradinate e ampi pianori sul litorale, e quelli meridionali che si affacciano erti e a tratti quasi a picco sulla costa oceanica. Dal punto di vista geologico, il territorio non è molto noto, tuttavia sembrano predominanti le formazioni riferibili al Permiano o al Carbonifero, ricoperte da calcari sedimentari. Non infrequenti i fenomeni vulcanici sotto forma di sorgenti calde. La vetta massima dell'isola è il monte Ramelau (2960 m).

## Clima e idrografia
Il clima è caldo, con notevoli escursioni termiche tra giorno e notte e subisce molto le conseguenze della vicinanza del continente australiano, cosicché alla breve stagione piovosa segue una lunga stagione asciutta, che ha notevoli conseguenze sulla vegetazione spontanea e sulle colture.
L'idrografia è molto povera e non consente la navigazione interna, né una sufficiente irrigazione.

## Flora e fauna
Nell'interno prevalgono le savane, mentre le rare foreste s'incontrano soltanto lungo le vallate dei fiumi, che peraltro nella stagione non piovosa si inaridiscono spesso completamente. Tra le piante è da ricordare soprattutto l'Eucalyptus, tipica pianta australiana.
Povera di specie e poco numerosa è anche la fauna, che comprende il cusco (una specie di marsupiale), scimmie, cervi, zibetti, serpenti e coccodrilli.